# Cryptocoryne sivadasanii
Cryptocoryne sivadasanii är en kallaväxtart som beskrevs av Josef Bogner. Cryptocoryne sivadasanii ingår i släktet Cryptocoryne och familjen kallaväxter. Inga underarter finns listade.